# Thymiacris multicolor
Thymiacris multicolor är en insektsart som beskrevs av Willemse, C. 1937. Thymiacris multicolor ingår i släktet Thymiacris och familjen gräshoppor. Inga underarter finns listade i Catalogue of Life.